# South Scarle
 (août 2023).
Pour l’article homonyme, voir North Scarle.
South Scarle est une paroisse civile et un village du Nottinghamshire, en Angleterre.